# Aircam Aviation Series
Aircam constitue une série de fascicules consacrée à un type d’avion (monographie).

## Généralités
Les fascicules Aircam Aviation Series, consacrés aux avions militaires classiques, la part belle aux illustrations avec un texte relativement court en guide de préambule. Une série « sœur » dite « Special » a également vu le jour afin de présenter les camouflages et les marquages de ces appareils en service avec différentes unités et forces aériennes du monde. L’ouvrage de type broché comprend un texte d’introduction concis sur 5 à 6 pages, le reste de l’ouvrage étant occupé par des photographies en noir et blanc, des profils en couleur occupant 8 pages et 3 à 4 pages de dessins, montrant les surfaces supérieures et inférieures en couleur.
Si les premiers numéros des éditions originales étaient imprimés sur du papier brillant, les numéros suivants disposent de papier mat à l’exception des pages des profils couleurs, les photographies bénéficiant ainsi d’une qualité d’impression moindre.
La grande diversité des appareils présentés ainsi que des décorations rarement décrites confèrent à cette série un intérêt particulier, notamment pour les maquettistes. L’importance accordée aux appareils japonais est particulièrement intéressante et inhabituelle en cette fin des années 1960 début des années 1970. Comme souvent en pareil cas, la série n’est pas exempte de reproches, notamment sur la pertinence des décorations dans certains profils en couleurs.
Les éditions américaines ont été publiées par Arco. Les numéros Special étant directement intégrés dans la série principale, les titres disposent d’une numérotation continue différente des exemplaires de l’éditeur britannique.

## Journalistes
Les principaux auteurs des fascicules de la série Aircam sont, par ordre décroissant d’apparition, Christopher F. Shores, Richard Ward, Ernest R. McDowell, Richard M. Bueschel, Francis K. Mason, Eric A. Munday, Martin Windrow (en), Rene J. Francillon et Robert Kopitzke.